# Och solen har sin gång (film)
Och solen har sin gång (originaltitel: The Sun Also Rises) är en amerikansk dramafilm från 1957 i regi av Henry King. Rollerna spelas av bland andra Tyrone Power, Ava Gardner, Mel Ferrer och Errol Flynn.